# 붉은꼬리파스코갈레
붉은꼬리파스코갈레(Phascogale calura)는 주머니고양이과에 속하며, 오스트레일리아 중부와 서부에서 발견되는 작은 육식성 유대류의 일종이다. 근연종은 붓꼬리파스코갈레(Phascogale tapoatafa)이지만 더 작고, 갈색을 더 띤다.

## 분류
붉은꼬리파스코갈레는 파스코갈레속에 속하는 2종의 유대류 중 하나로 나머지 종은 붓꼬리파스코갈레(P. tapoatafa)이다. 1844년 박물학자 겸 화가인 굴드(John Gould)가 기술했다. 학명 Phascogale calura은 "아름다운 꼬리의 주머니를 가진 족제비"(beautiful-tailed pouched-weasel)를 의미한다.

## 특징

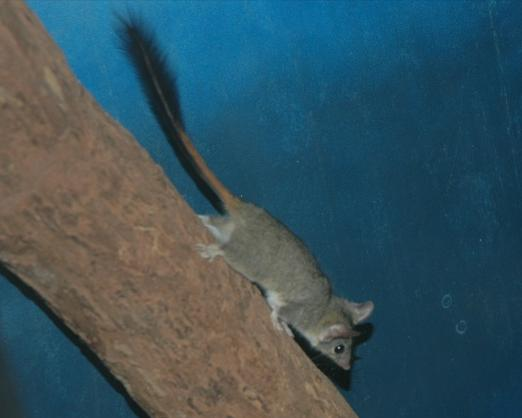
꼬리의 특징이 잘 드러난 붉은꼬리파스코갈레

붉은꼬리파스코갈레는 근연종 붓꼬리파스코갈레보다 더 작고, 갈색을 더 띤다. 붓꼬리파스코갈레처럼 수컷 붉은꼬리파스코갈레는 첫 짝짓기 이후에 스트레스성 질병으로 죽는다. 수컷은 11.5개월 정도밖에 살지 못하지만, 암컷은 3년까지 살 수 있다. 포획된 수컷도 3년 이상 살 수 있다. 나무 위에서 생활을 하는 수상성 동물로 다양한 먹이를 섭취하며, 곤충과 거미를 먹을 수 있지만, 작은 새와 포유류 특히 유럽인들에 의해 도입되어 도처에서 볼 수 있게 된 생쥐(Mus musculus)를 포식하며, 먹이를 통해 물질 대사가 된 물을 마시지 않는다.

## 분포 및 서식지
붉은꼬리파스코갈레는 이전에 오스트레일리아 중서부에 널리 분포했지만 현재는 웨스턴오스트레일리아주 남부 휫벨트에서만 제한적으로 서식하며, 국제 자연 보전 연맹(IUCN) 적색 목록에서는 취약근접종으로, 오스트레일리아 EPBC 조례는 멸종위기종으로 분류하고 있다.